# Associação Atlética Banco do Brasil (Fortaleza)
A Associação Atlética Banco do Brasil, também conhecida como AABB de Fortaleza, é um clube de basquete brasileiro sediado no município de Fortaleza, no Ceará.

## Títulos
- Copa Brasil - Região Nordeste: 2 vezes (1996 e 1997)[3]

- Campeonato Cearense de Basquete: 1 vez (1996/97)[4]